# Liste der Orte im Kreis Neamț

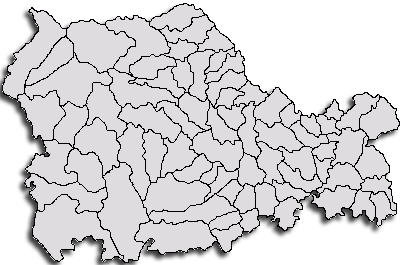
Gemeinden des Kreises Neamț

Der Kreis Neamț in Rumänien besteht aus offiziell 393 Ortschaften. Davon haben 5 den Status einer Stadt, 78 den einer Gemeinde. Die übrigen sind administrativ den Städten und Gemeinden zugeordnet.

## Städte
| - Bicaz - Piatra Neamț | - Roman - Roznov | - Târgu Neamț |

## Gemeinden
| - Agapia - Alexandru cel Bun (Gemeindesitz: Viișoara) - Bahna - Bălțătești - Bâra - Bârgăuani - Bicaz-Chei - Bicazu Ardelean - Bodești - Boghicea - Borca - Borlești - Botești - Bozieni - Brusturi - Cândești - Ceahlău - Cordun - Costișa - Crăcăoani - Dămuc - Dobreni - Dochia - Doljești - Drăgănești - Dragomirești | - Dulcești - Dumbrava Roșie - Farcașa - Făurei - Gâdinți - Gârcina - Gherăești - Ghindăoani - Girov - Grințieș - Grumăzești - Hangu - Horia - Icușești - Ion Creangă - Mărgineni - Moldoveni - Negrești - Oniceni - Pâncești - Pângărați - Păstrăveni - Petricani - Piatra Șoimului - Pipirig - Podoleni | - Poiana Teiului - Poienari - Răucești - Războieni - Rediu - Români - Ruginoasa - Săbăoani - Sagna - Săvinești - Secuieni - Stănița - Ștefan cel Mare - Tămășeni - Tarcău - Tașca - Tazlău - Țibucani - Timișești - Trifești - Tupilați - Urecheni - Valea Ursului - Văleni - Vânători-Neamț - Zănești |

## A
| - Adjudeni - Agapia-Mânăstire - Agârcia | - Almaș - Arămești - Arămoaia | - Ardeluța - Averești |

## B
| - Bahna Mare - Băhnișoara - Bălănești - Bălușești (Dochia) - Bălușești (Icușești) - Băneasa - Baratca - Bărcănești - Bârjoveni - Bârnadu - Barticești - Bașta - Bătrânești - Bețești | - Bisericani - Bistricioara - Bistrița - Blebea - Boboiești - Bodeștii de Jos - Bogzești - Boiștea - Bordea - Borniș - Borșeni - Boțești - Bozienii de Sus - Bradu | - Brășăuți - Brateș - Breaza - Brițcani - Broșteni - Brusturi-Drăgănești - Bucium - Budești - Buhalnița - Buhonca - Bunghi - Buruienești - Bușmei - Butnărești |

## C
| - Căciulești - Călugăreni - Capșa - Cârlig - Cârligi - Cășăria - Căușeni - Cazaci - Certieni | - Chicerea - Chilia - Chilii - Chintinici - Chirițeni - Ciornei - Ciritei - Ciurea - Climești | - Corhana - Corni - Cotu Vameș - Cracăul Negru - Crăiești - Cuci - Cuejdiu - Curechiștea - Cut |

## D
| - Dănești - Dârloaia - David - Davideni - Deleni - Doamna | - Dodeni - Doina - Dolhești - Dornești - Dragova | - Dreptu - Dumbrava-Deal - Dumbrava - Durău - Dușești |

## F
| - Filioara | - Frumosu | - Frunzeni |

## G
| - Galu - Ghelăiești - Gherăeștii Noi - Gherman - Ghidion | - Ghigoiești - Giulești - Giurgeni - Gorun | - Goșmani - Groși - Grozăvești - Gura Văii |

## H
| - Hamzoaia - Hanul Ancuței - Hârțești - Hârtop | - Hlăpești - Hociungi - Hoisești - Holm | - Homiceni - Huisurez - Humulești - Humuleștii Noi |

## I
| - Ingărești - Itrinești - Iucșa | - Ivaneș - Izvoare (Bahna) - Izvoare (Dumbrava Roșie) | - Izvoru Alb - Izvoru Muntelui - Izvoru |

## L
| - Leghin - Liliac - Linsești | - Luminiș - Lunca (Borca) - Lunca (Oniceni) | - Lunca (Vânători-Neamț) - Lunca Moldovei - Luțca |

## M
| - Mădei - Magazia - Mânăstirea Neamț - Mănoaia - Mărmureni | - Mastacăn (Borlești) - Mastacăn (Dragomirești) - Mesteacăn - Micșunești - Miron Costin (Trifești) | - Mitocu Bălan - Moreni - Muncelu - Muncelu de Jos - Munteni |

## N
| - Neagra - Nechit - Negrești (Bâra) | - Negritești - Negulești - Nemțișor | - Netezi - Nisiporești - Nistria |

## O
| - Oanțu - Oglinzi | - Orțăști | - Oșlobeni |

## P
| - Pădureni - Pângărăcior - Pârâul Cârjei - Pârâul Fagului - Pârâul Mare - Pârâul Pântei - Pâțâligeni - Patricheni - Petru Vodă - Pietrosu - Pildești | - Plăieșu - Plugari - Pluton - Poiana (Brusturi) - Poiana (Dulcești) - Poiana (Grințieș) - Poiana (Negrești) - Poiana (Pângărați) - Poiana Crăcăoani - Poiana Humei - Poiana Largului | - Poieni - Poienile Oancei - Poloboc - Popești (Farcașa) - Popești (Girov) - Potoci - Prăjești - Preluca - Preutești - Pustieta |

## R
| - Rădeni - Râșca - Războienii de Jos - Recea | - Rediu (Bâra) - Rocna - Roșeni - Roșiori | - Rotunda - Ruginești - Ruseni (Borlești) - Ruseni (Poiana Teiului) |

## S
| - Sabasa - Săcăleni - Săcălușești - Sărata - Săvești - Săvinești (Poiana Teiului) - Scăricica - Schitu Tarcău - Secu | - Secuienii Noi - Siliștea - Simionești - Slobozia (Boghicea) - Slobozia (Roznov) - Socea - Soci (Borca) - Soci (Ștefan cel Mare) - Șoimărești | - Solca - Șovoaia - Spiești - Spiridonești - Stânca - Stejaru (Farcașa) - Stejaru (Ion Creangă) - Stejaru (Pângărați) - Straja |

## T
| - Tabăra - Talpa - Tălpălăi - Țârdenii Mici - Târpești - Târzia - Telec - Tețcani | - Țibucanii de Jos - Ticoș-Floarea - Ticoș - Todireni - Țolici - Topoliceni - Topolița | - Totoiești - Traian (Săbăoani) - Traian (Zănești) - Trei Fântâni - Turturești - Țuțcanii din Deal - Țuțcanii din Vale |

## U
| - Uncești | - Ungheni | - Unghi |

## V
| - Vad - Vădurele (Alexandru cel Bun) - Vădurele (Cândești) - Vaduri - Valea Albă - Valea Arini | - Valea Enei - Valea Mare - Valea Seacă - Văleni (Piatra-Neamț) - Văratec - Veja | - Verșești - Viișoara - Vlădiceni - Vlădnicele - Vulpășești |

## Z
| - Zvorănești |